# Burg Schlüsselburg

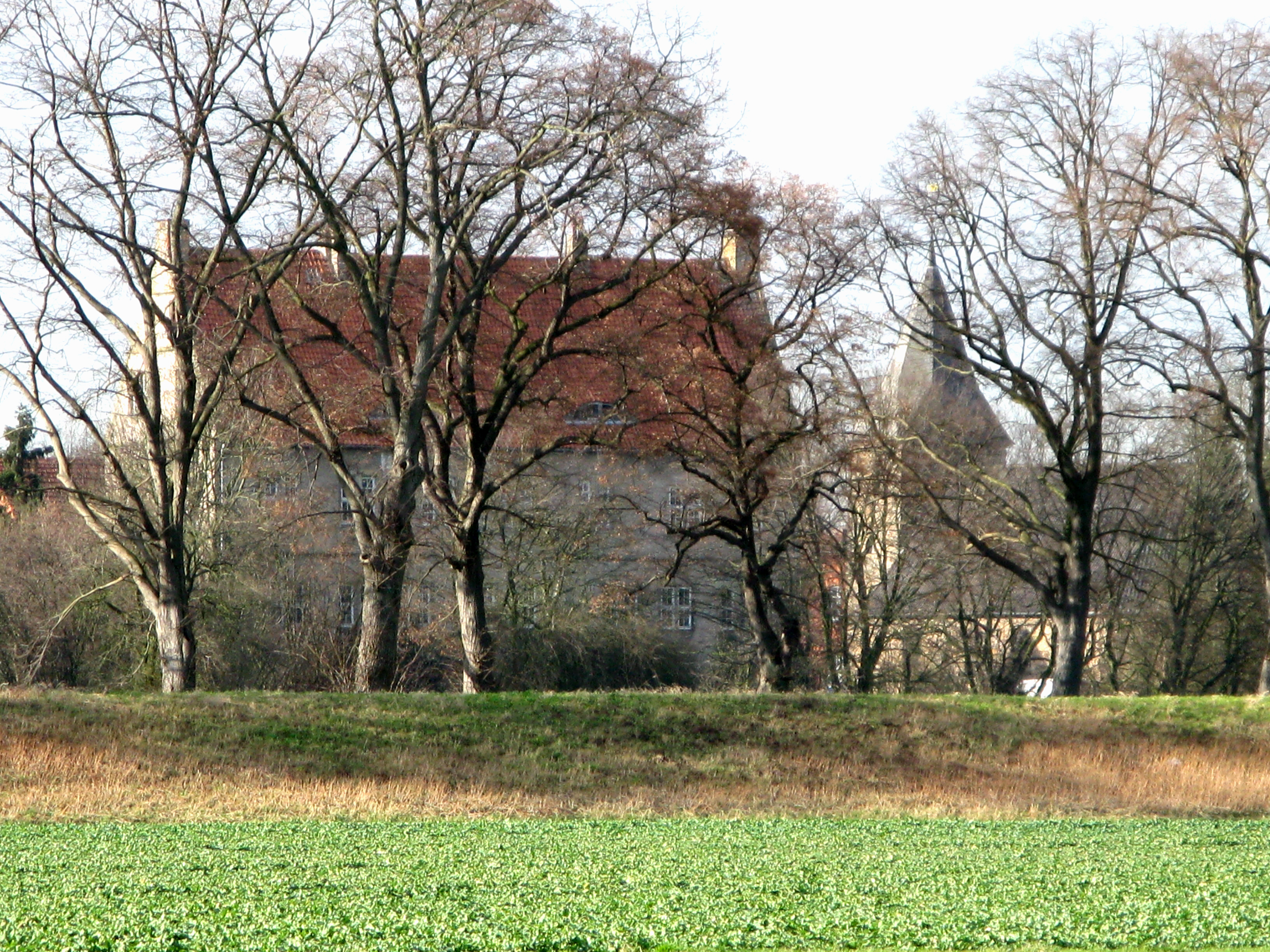
Burg und Kirche von Osten her

Die Burg Schlüsselburg ist eine Burg im Ortsteil Schlüsselburg in der Stadt Petershagen im Kreis Minden-Lübbecke. Sie liegt unweit westlich der Weser.

## Geschichte
Die Burg wurde im Jahr 1335 von Bischof Ludwig von Minden errichtet. Sie wurde nach dem Wappenzeichen des Bistums Minden benannt. Als Außenstelle der Burg in Petershagen sollte sie vor Angriffen aus dem Norden, insbesondere vor den Grafen von Hoya mit der Burg Stolzenau, schützen. Das Fürstenbistum Minden gliederte sich in fünf landesherrliche Ämter, deren Verwaltungsmittelpunkte die fünf Landesburgen Schlüsselburg, Petershagen, Schalksburg, Rahden und Reineberg waren. Die Zentralverwaltung, die bischöfliche Kanzlei befand sich seit Anfang des 14. Jahrhunderts, ebenso wie die Residenz des Bischofs, im Schloss Petershagen. Wegen der Finanznot der Landesherren wurde die Burg an heimische Adelsfamilien verpfändet. Inhaber der Burg waren die Familien von Münchhausen und von Klencke. Die militärische Bedeutung ging im 15. Jahrhundert immer mehr zurück.
Nach dem Ende des Dreißigjährigen Krieges wurde die Burg zum Amtshaus des Amtes Schlüsselburg. 1822 kaufte Johann Georg von Möller die Staatsdomäne. Seine Nachkommen errichteten auf der rechten Weserseite das Rittergut Schlüsselburg. 1846 kam die Burg in den Besitz der Stadt Schlüsselburg und beherbergte noch bis 1934 die Amtsverwaltung Schlüsselburg und bis 1961 die Schule. 1971 wurde die Burg von Familie Swoboda übernommen und restauriert. 
Die Burg ist nicht zu verwechseln mit dem Rittergut Schlüsselburg auf dem rechten Weserufer, das erst 1828 aus dem ehemaligen Vorwerk Hühnerberg der preußischen Staatsdomäne gebildet worden war. Heute befindet sich die Burg im Privatbesitz und ist nicht öffentlich zugänglich.

## Gebäude
Das heute noch vorhandene Gebäude ist der Rest einer ursprünglich zweiflügeligen Anlage. Diese Anlage wurde in den Jahren 1581 bis 1585 errichtet und ersetzte die ursprünglichen Bauten. Im 19. Jahrhundert wurde der Nordflügel abgerissen.
Auf dem Schornstein des Nordgiebels befindet sich ein Storchennest, das mindestens seit 1935 ständig besetzt ist.